# Live in Los Angeles
Live in Los Angeles (укр. Наживо у Лос-Анджелесі) — другий концертний альбом українського метал-гурту Jinjer. Він вийшов 17 травня 2024 на лейблі Napalm Records.

## Історія створення
Концерт відбувся 22 грудня 2022 у Wiltern Theatre.

## Про альбом
Альбом вийшов 17 травня 2024. Гурт так його описав:
|  | Наш аншлаг у Лос-Анджелесі наприкінці нашого туру 2022 року став ідеальним часом і місцем, щоб створити щось особливе — щось на зразок довгоочікуваного концертного альбому JINJER! Оригінальний текст (англ.) Our sold-out Los Angeles show at the end of our 2022 tour was the perfect time and place to do something special – something like a long-awaited DVD/live album by JINJER! |

## Список композицій
| #     | Назва                      | Тривалість |
| ----- | -------------------------- | ---------- |
| 1.    | «Intro»                    | 2:38       |
| 2.    | «Sit Stay Roll Over»       | 4:25       |
| 3.    | «Teacher, Teacher!»        | 6:00       |
| 4.    | «Copycat»                  | 5:02       |
| 5.    | «Home Back»                | 4:19       |
| 6.    | «I Speak Astronomy»        | 6:13       |
| 7.    | «As I Boil Ice»            | 4:40       |
| 8.    | «Judgement (& Punishment)» | 4:35       |
| 9.    | «Dead Hands Feel No Pain»  | 4:36       |
| 10.   | «Vortex»                   | 4:15       |
| 11.   | «Who is Gonna Be the One»  | 5:35       |
| 12.   | «Sleep of the Righteous»   | 4:48       |
| 13.   | «Call Me a Symbol»         | 4:34       |
| 14.   | «Perennial»                | 5:06       |
| 15.   | «Pisces»                   | 5:17       |
| 16.   | «On the Top»               | 5:56       |
| 77:59 |                            |            |

| DVD видання | DVD видання            | DVD видання |
| #           | Назва                  | Тривалість  |
| ----------- | ---------------------- | ----------- |
| 17.         | «Unlisted End Credits» | 1:24        |
| 79:23       |                        |             |

| Бонус до DVD видання — Live in Paris 2023 | Бонус до DVD видання — Live in Paris 2023 | Бонус до DVD видання — Live in Paris 2023 |
| #                                         | Назва                                     | Тривалість                                |
| ----------------------------------------- | ----------------------------------------- | ----------------------------------------- |
| 18.                                       | «Wallflowers»                             | 4:27                                      |
| 19.                                       | «Disclosure!»                             | 3:52                                      |
| 20.                                       | «Picture Gallery»                         | 4:48                                      |
| 91:06                                     |                                           |                                           |

## Учасники запису
У записі альбому взяли участь:

### Jinjer
- Тетяна Шмайлюк — спів;
- Роман Ібрамхалілов — гітара;
- Євген Абдюханов — бас-гітара;
- Влад Уласевич — ударні.

### Інші учасники
- Макс Мортон — мастеринг;
- Дмитро Кім — зведення[en];
- Олександр Антошин — запис;
- Ґабріель Ніколетті — обкладинка альбому;
- Олег Руз — арт-директор.